# THK Tver

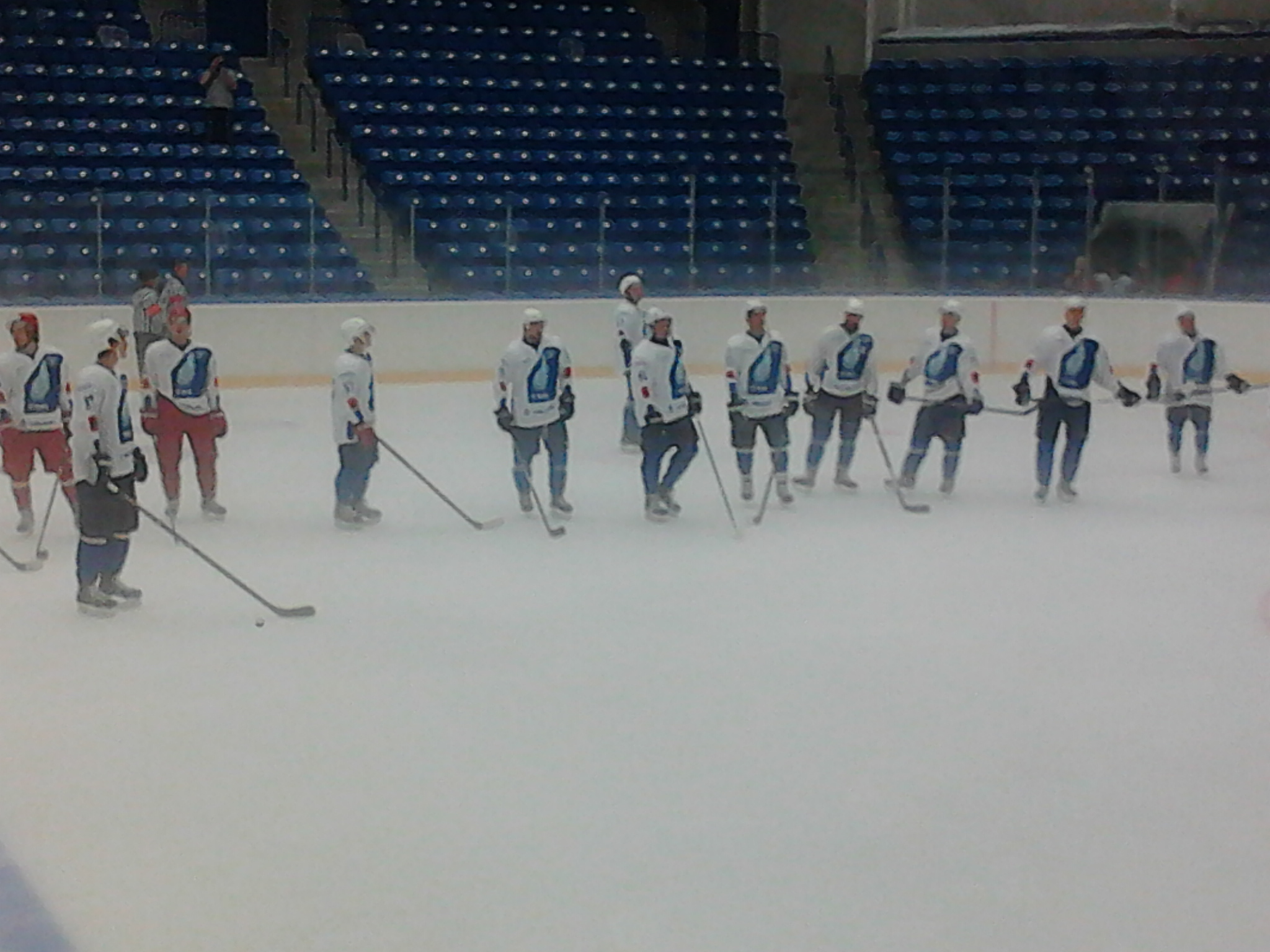
THK Tver i en match mot Vityaz i augusti 2015.

THK Tver var en ishockeyklubb från Tver, Tver oblast, Ryssland. Klubben bildades 1996 och spelade i ryska andra- och tredjeligan tills man kunde delta i Vyssjaja chokkejnaja liga fr.o.m. 2012. Den största framgången var seriesegern i VHL 2016. Sitsta säsongen blev 2016/17.